# Синкгравен, Харри
Харм «Харри» Синкгравен (нидерл. Harm 'Harry' Sinkgraven, 21 января 1966, Ассен, Нидерланды) — нидерландский футболист и тренер.

## Карьера
В качестве футболиста выступал на позиции полузащитника за клубы Эредивизи «Гронинген» и «Камбюр». Завершал свою профессиональную карьеру в ПЕК Зволле, где Синкгравен и начал тренировать. Помимо него, на родине он возглавлял «Эммен». С 2010 по 2012 год специалист являлся наставником канадского клуба Североамериканской футбольной лиги «Эдмонтон». На этом посту он сменил своего соотечественника Дуайта Лодевегеса. Позднее помогал Гусу Хиддинку в олимпийской сборной Китая.

## Достижения
- Финалист Кубка Нидерландов (1): 1988/89.
- Победитель Первого дивизиона Нидерландов (1): 1991/92.

## Семья
Его сын Дэйли (род. 1995) является футболистом и выступает за немецкий «Байер 04».